# 馬布爾希爾 (喬治亞州)
馬布爾希爾（英語：Marblehill）是位於美國喬治亞州皮肯斯縣的一個非建制地區。該地的面積和人口皆未知。

## 地理
馬布爾希爾的座標為34°25′50″N 84°20′13″W / 34.43056°N 84.33694°W，而該地的平均海拔高度為331米（即1086英尺）。